# Micropsectra pallidula
Micropsectra pallidula е вид насекомо от разред Двукрили (Diptera), семейство Хирономидни (Chironomidae). Среща се в Германия.